# Val-Louron
Val-Louron es una estación de esquí de los Pirineos, situada en el departamento de Altos Pirineos, región de Mediodía-Pirineos, en Francia. Debe su nombre al Valle de Louron, donde está situada. Se encuentra junto a la localidad de Loudenvielle, a 27 km de Luchon y 150 de Toulouse.

## Dominio esquiable
- 19 km de pistas de esquí alpino.
- 21 pistas.
- 15 cañones de nieve
- 11 remontes mecánicos.
- 5 circuitos de raquetas.
- Trineos de perros.

## Tour de Francia
- Val-Louron fue final de la 13.ª etapa del Tour de Francia 1991, resultando decisiva, pues llegaron en solitario Claudio Chiappucci (que resultaría vencedor) y Miguel Induráin, que luego ocuparon dos de los tres primeros puestos de la carrera. La etapa salió de la localidad española de Jaca e incluía el paso por el Col du Tourmalet.[3]

- La 15.ª etapa del Tour de Francia 2005 también pasó por Val-Louron, si bien tomó el descenso por Val-Louron-Azet, pasando primero por la cima Laurent Brochard.